# Mingo Martínez
Manuel Domingo Martínez Morillo (Barranquilla, 4 de agosto de 1927-Barranquilla, 21 de mayo de 2013), conocido por Mingo Martínez  fue un humorista, cantante, guitarrista, serenatero y actor colombiano.

## Biografía
Mingo Martínez nació en 1927, se formó en Barranquilla y comenzó su carrera como humorista representando chistes y poemas especiales desde joven.
Actuó en los programas Cheverisímo, Festival del Humor y la Risa Caribe.